# وطى شارون
وطى شارون  هي قرية لبنانية من قرى قضاء عاليه في محافظة جبل لبنان.